# Sokcho
Sokcho est une ville de la province de Gangwon en Corée du Sud. Elle est située à l'extrémité nord-est du pays entre deux lagunes, au bord de la mer du Japon (coréen: mer de l'Est). Située au nord du 38e parallèle, elle faisait partie de la Corée du Nord de 1945 jusqu'à la fin de la guerre de Corée, date à laquelle la frontière fut officiellement déplacée. En conséquence, de nombreux habitants ont de la famille dans le Nord. Elle est très connue pour être aux portes du massif montagneux du Seoraksan et de son parc national que les Coréens apprécient énormément.

## Géographie

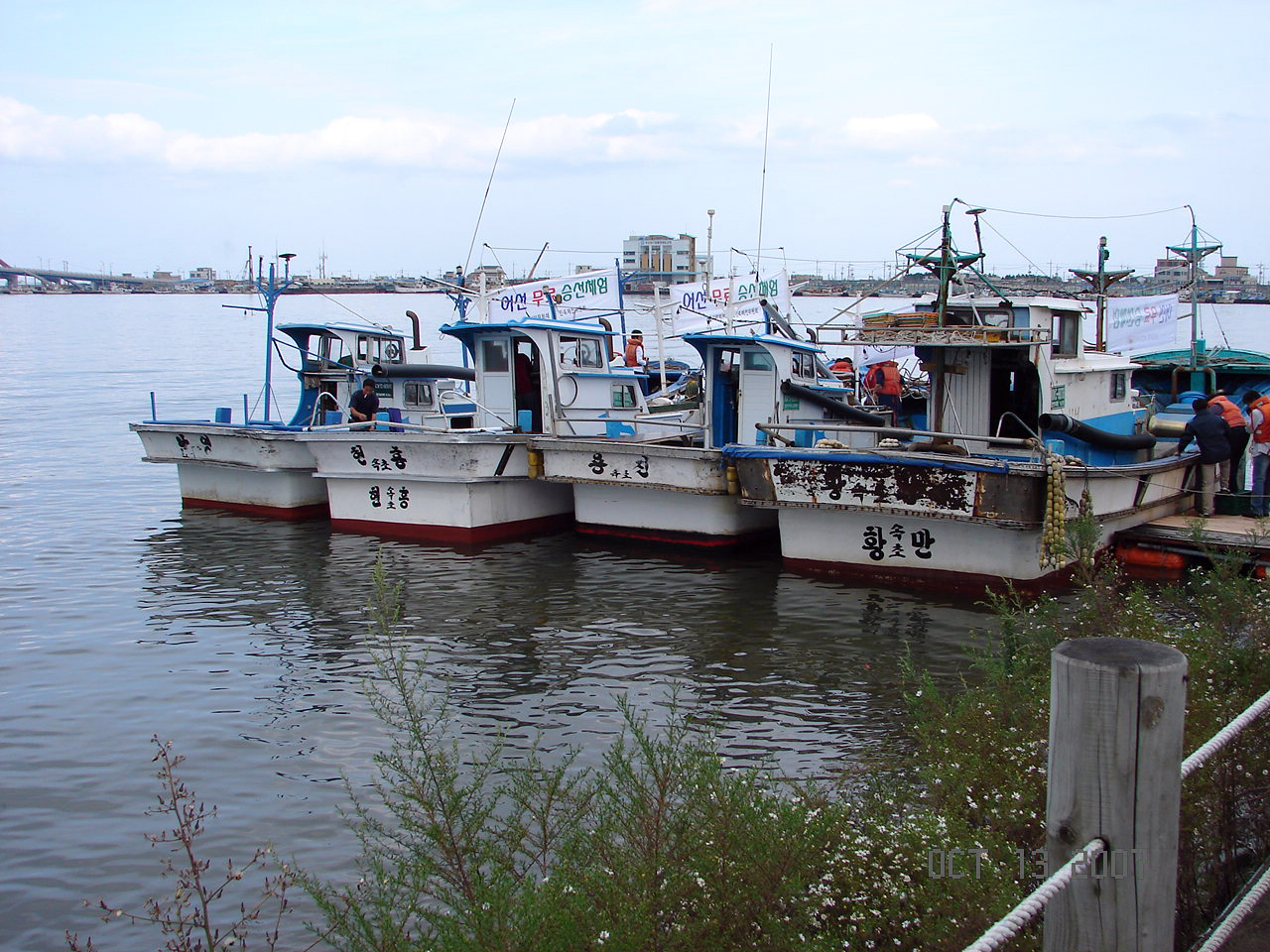
Bateaux pour la pêche aux calmars sur le Cheongchoho.

La ville de Sokcho se situe entre le district de Yangyang au sud et celui de Goseong au nord. À l'ouest, sur l'autre versant des monts Taebaek, elle avoisine le district de Inje. À l'est, l'accès à la mer du Japon est en partie restreint par des barbelés. Sokcho se trouve à 62 km de la ligne de démarcation, à 175 km de la capitale provinciale Chuncheon et à 248 km de Séoul. La ville est traversée par deux torrents se jetant dans la mer : le Ssangcheon et le Cheongchocheon. Le Ssangcheon est long de 16 km, il descend du mont Seorak vers le Domunpyeongya. Le Cheongchocheon, long de 12 km, vient du Dalmabong et fini dans le Cheongchoho, un lac côtier. La ville de Sokcho gère un territoire de 105 km2 dont 55 sont occupés par le parc national du Seoraksan.
La population de Sokcho a augmenté jusqu'au début des années 2000 : elle est passée de 50 703 habitants en 1962 à 78 622 en 1994 et 90 029 en 2002 avant de retomber à 84 599 en 2008. Dans le même temps, le nombre de voitures passait de 92 en 1962 à 13 132 en 1994 et 26 848 en 2002.
Jusqu'à l'ouverture de l'aéroport proche de Yangyang, Sokcho avait son propre aéroport, avec des liaisons vers Séoul. La ville-même n'est pas très vivante avec ses immeubles gris qui rappellent les années 1970. Cependant, elle attire de nombreux touristes coréens et étrangers, non seulement grâce au massif Seoraksan mais aussi à cause des produits de la pêche, en particulier le calmar. Sur le port, on peut faire griller et déguster poissons et fruits de mer choisis dans un vivier de l'autre côté d'une allée. La plage de Sokcho est également réputée. Il y a plusieurs sources chaudes aux alentours, et des parcours de golf dont le paysage environnant est apprécié.
Le lac Yeongrangho proche est réputé pour sa beauté, on y admire le reflet du massif du Seoraksan et en particulier du pic rocheux Ulsan-bawi. Sokcho abrite un des rares lacs formés naturellement par la mer.
Sokcho est soumis à un climat continental à étés humides comme une grande partie de la Corée. Cependant, en raison de sa situation en bord de mer, les hivers sont plus doux que dans les régions avoisinantes.

### Climat

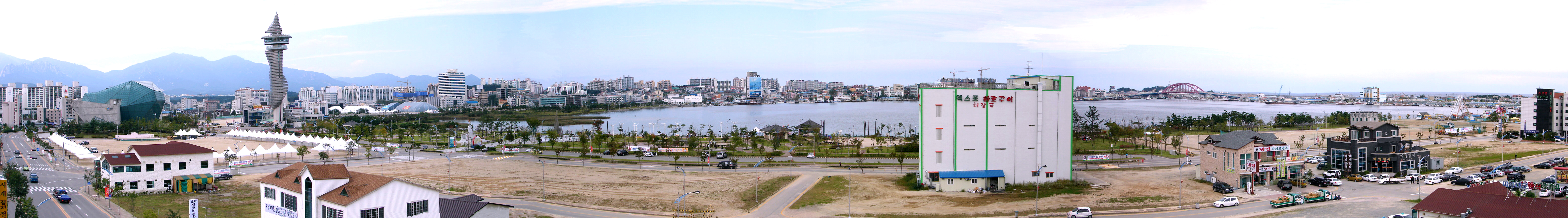
Panorama de la ville de Sokcho depuis la rive sud du lac Cheongcho.

| Mois                                             | jan.       | fév.       | mars       | avril     | mai       | juin      | jui.      | août      | sep.      | oct.      | nov.      | déc.       | année      |
| ------------------------------------------------ | ---------- | ---------- | ---------- | --------- | --------- | --------- | --------- | --------- | --------- | --------- | --------- | ---------- | ---------- |
| Température minimale moyenne (°C)                | −3,8       | −2,2       | 1,8        | 7,3       | 12,1      | 16,5      | 20,6      | 21,2      | 16,5      | 10,8      | 4,7       | −1,5       | 8,7        |
| Température moyenne (°C)                         | 0,1        | 1,9        | 6,3        | 11,9      | 16,3      | 19,9      | 23,4      | 24,1      | 20,1      | 15,1      | 8,8       | 2,5        | 12,5       |
| Température maximale moyenne (°C)                | 4,2        | 6          | 10,6       | 16,5      | 20,9      | 23,5      | 26,7      | 27,5      | 24        | 19,5      | 13,1      | 6,6        | 16,6       |
| Record de froid (°C) date du record              | −16,4 2016 | −16,2 1981 | −11,6 1977 | −3,5 1972 | 3,8 2006  | 6,6 2010  | 12,6 1986 | 13,7 1991 | 9,5 2010  | −0,3 1982 | −8,7 1997 | −14,7 1976 | −16,4 2016 |
| Record de chaleur (°C) date du record            | 15,8 2002  | 19,1 2004  | 26,9 2014  | 32,5 2018 | 34,3 2017 | 35,3 2011 | 37,1 2004 | 38,7 2018 | 34,1 2002 | 29,3 2006 | 23,9 1998 | 17,8 2004  | 38,7 2018  |
| Ensoleillement (h)                               | 185,4      | 176,9      | 194,9      | 211,9     | 216,3     | 172,4     | 146,3     | 152,4     | 166,8     | 189,8     | 169       | 184,3      | 2 166,4    |
| Précipitations (mm)                              | 43,5       | 45,9       | 52,3       | 73,3      | 88,5      | 119,5     | 265,6     | 298       | 200,6     | 87,9      | 92        | 40,1       | 1 407,2    |
| Nombre de jours avec précipitations              | 5,8        | 5,9        | 8,3        | 8,6       | 9,3       | 11,5      | 15,7      | 15,2      | 11,7      | 7         | 7,9       | 4,7        | 111,6      |
| dont nombre de jours avec précipitations ≥ 10 mm | 1,6        | 1,5        | 1,6        | 2,4       | 2,3       | 2,9       | 6         | 6         | 3,2       | 2,1       | 2,7       | 1,4        | 34,8       |
| Humidité relative (%)                            | 49         | 53,2       | 58         | 60,5      | 68,6      | 78,7      | 82,2      | 82,3      | 77,8      | 65,6      | 56        | 47,9       | 65         |

| Diagramme climatique                                  |           |             |             |              |               |               |             |             |              |           |             |
| J                                                     | F         | M           | A           | M            | J             | J             | A           | S           | O            | N         | D           |
| 4,2−3,843,5                                           | 6−2,245,9 | 10,61,852,3 | 16,57,373,3 | 20,912,188,5 | 23,516,5119,5 | 26,720,6265,6 | 27,521,2298 | 2416,5200,6 | 19,510,887,9 | 13,14,792 | 6,6−1,540,1 |
| Moyennes : • Temp. maxi et mini °C • Précipitation mm |           |             |             |              |               |               |             |             |              |           |             |

## Culture

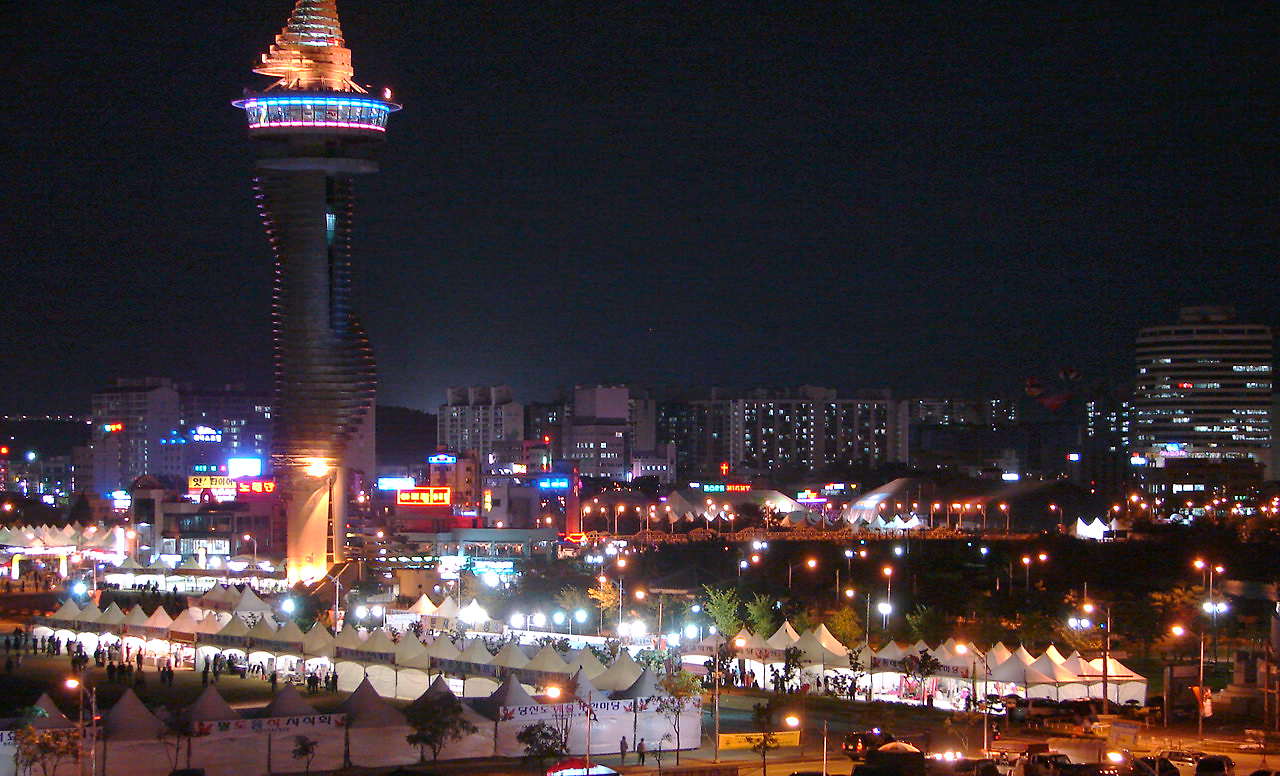
La tour de l'exposition internationale du voyage de 1999.

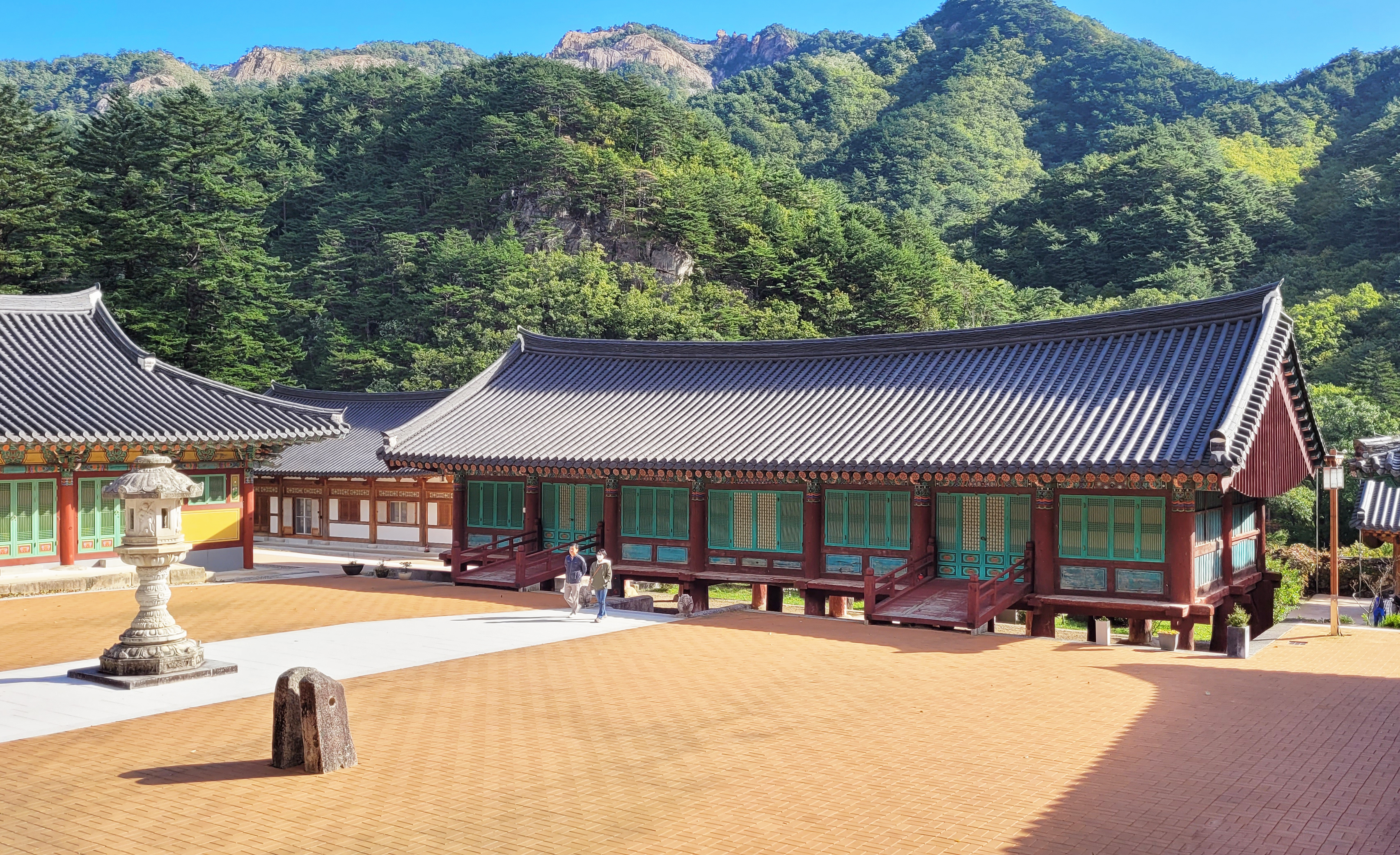
Temple de Sinheungsa

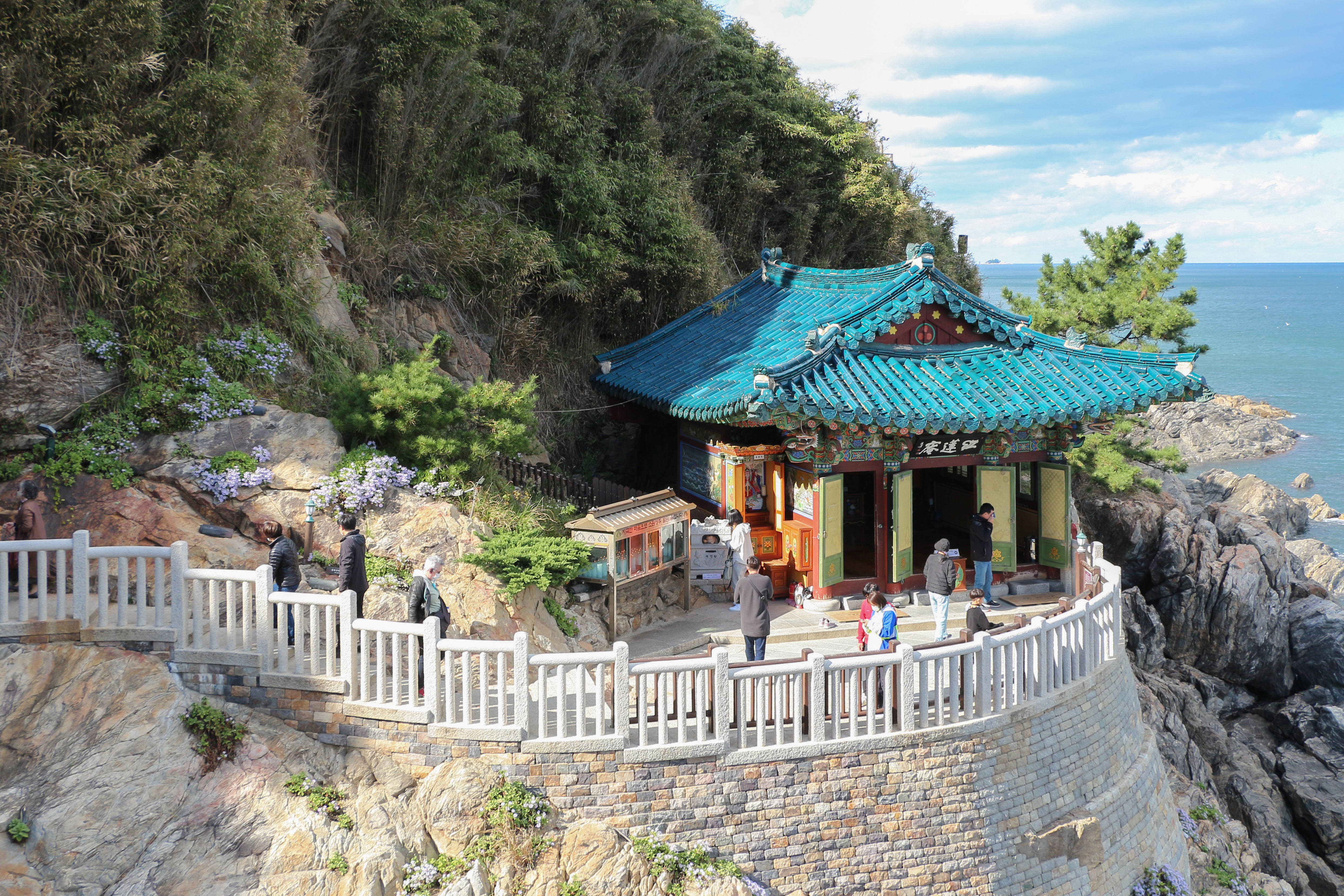
Temple de Naksansa

Yeonggeumjeong est un pavillon célèbre, bâti au bord de la mer. On y admire non seulement le lever de soleil mais encore le bruit des vagues, que les Coréens trouvent spécialement beau en cet endroit et qui fut probablement la cause de l'édification de ce pavillon.
Deux maisons en bois du quartier de Domun-dong ont été désignées comme faisant partie de l'héritage culturel du Gangwon en 1985. L'une a été construite vers 1750 par le clan des Lee de Jeonju et l'autre il y a plus de 200 ans par le clan des Lee de Hampyeong.
Le pin à l'entrée de Seorak-dong a été classé héritage naturel no 351. Il est âgé de 500 ans et a survécu à de nombreuses intempéries. C'est pour cela que dans le chamanisme, il est considéré comme le gardien de la ville et une voie de communication avec les esprits. Il est entouré par des empilements de pierre posés par les visiteurs car cela porterait bonheur.
Dans la montagne, on trouve plusieurs temples bouddhistes bien préservés mais surtout celui de Sinheungsa. Le bâtiment principal nommé Geukrakbojeon, construit au XVIIe siècle, est très touristique. La pagode à trois étages Hyangseongsaji samcheung seoktap du temple Hyangseongsa est également très admirée. Elle mesure 4,30 m et fut érigée en 652.
Au sommet du Dolsan (la montagne de pierre) s'élevait une forteresse aujourd'hui en ruine, le Gwongeumseong. Elle a été probablement construite sous le règne de Gojong (1213-1259). Depuis 1971, l'endroit est accessible en téléphérique.
Le festival culturel du Seorak se tient tous les ans en octobre pour fêter les couleurs rousses de la montagne.
La série télévisée Dae Jo Yeong (en), consacrée au fondateur du royaume de Balhae, a été réalisée au cinérama Seorak. Le lieu de tournage composé de reconstitutions de palais et de villages de l'époque peut être visité.
Le roman d'Elisa Shua Dusapin, Hiver à Sokcho, se déroule à Sokcho et ses environs. L'adaptation cinématographique éponyme signée Koya Kamura a également été tournée à Sokcho,.